# Lady Margaret Hall

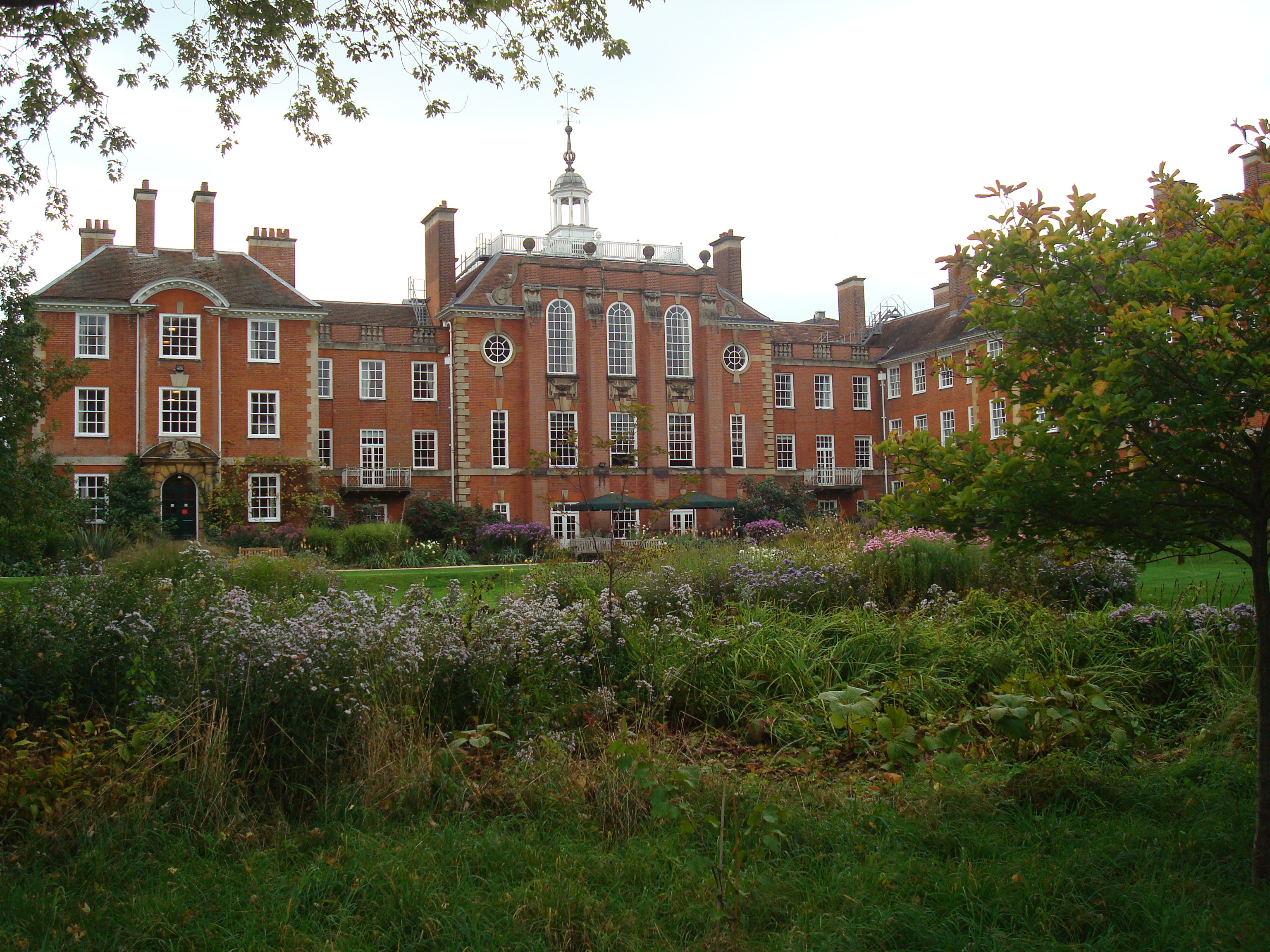
Talbot Hall vid Lady Margaret Hall, sedd från Sunken Garden.

Lady Margaret Hall, förkortat LMH, formellt The Principal and Fellows of the College of the Lady Margaret in the University of Oxford, är ett college vid Oxfords universitet. Det grundades 1878 och gav för första gången kvinnor möjligheten att studera i Oxford. Colleget har fått sitt namn efter Lady Margaret Beaufort, grundare av det brittiska Huset Tudor och känd förespråkare för utbildning. Det är sedan 1978 öppet för både män och kvinnor.
Byggnaderna ligger vid floden Cherwells västra strand, norr om University Parks i norra Oxford.
Till de mest berömda studenterna vid Lady Margaret Hall räknas Pakistans tidigare premiärminister Benazir Bhutto, matskribenten och TV-programledaren Nigella Lawson, torypolitikern och justitieministern Michael Gove, nobelfredspristagaren Malala Yousafzai och konstnären Conrad Shawcross.